# 아티스트: 다시 태어나다
《아티스트: 다시 태어나다》는 2017년에 개봉한 대한민국의 영화이다.

## 캐스팅
- 류현경 : 지젤 / 오인숙 역
- 박정민 :  재범 역
- 문종원 :  제임스 곽 역
- 김시영 :  라 여사 역
- 이칸희 : 신사 모 역
- 김은경 : 화슬 역
- 이도윤 : 관수 역
- 신영진 : 인숙 모 역
- 김지안 : 다희 역
- 공유석 : 면접관 역
- 최형욱 : 직원 역
- 박호진 : 직원 역
- 안용주 : 직원 역
- 손인용 : 김 기자 역
- 송동환 : 차승 역
- 황인철 : 일호 역
- 이지선 : 채희 역
- 박동일 : 대웅 역
- 이지현 : 큐레이터 역
- 신사랑 : 큐레이터 역
- 정형석 : 진행자 역
- 신수정 : 경매사 역
- 양권석 : 택시기사 역
- 김종석 : 파출소경찰 역
- 김미지 : 박중식큐레이터 역
- 김정미 : 갤러리관계자 역
- 도희연 : 조무사 역
- 고정선 : 조무사 역
- 이병철 : 의사 역
- 김나리 : 면접자 역
- 함정인 : 면접자 역
- 신종훈 : 투자사 역
- 문현성 : 담당교수 역
- 안영진 : 안화백 역
- 김정아 : 김화백 역
- 최영도 : SHOW관장 역
- 이도엽 : 서울시관계자 역
- 우찬 : 양복남 역
- 조아라 : 작가 역
- 신민지 : 면접관비서 역
- 전선우 : 간호사 역
- 박희진 : 전화입찰남 역
- 김이슬 : 전화입찰녀 역
- 문일택 : J2A직원 역
- 이수지 : J2A직원 역
- 염시훈 : 키스커플 역
- 최수연 : 키스커플 역
- 김형주 : 레스토랑 직원 역
- 최유리 : 다희친구들 역
- 김지수 : 다희친구들 역
- 김다슬 : 어린 인숙 역
- 박진수 : 인숙 부 역
- 이진섭 : 방청객 역
- 곽한울 : 방청객 역
- 이영운 : 방청객 역
- 채영은 : 방청객 역
- 김민수 : 방청객 역
- 백정현 : 방청객 역
- 노등열 : 술집손님 역
- 김선일 : 술집손님 역
- 김진동 : 술집손님 역
- 서동원 : 술집손님 역
- 박도현 : 술집손님 역
- 박채은 : 술집손님 역
- 어수빈 : 과자선물 여직원 역
- 백주환 : 길거리 행인 역
- 박효근 : 길거리 행인 역
- 백기렬 : 길거리 행인 역
- 양진영 : 길거리 행인 역
- 정하윤 : 유치원 아이 역
- 문준영 : 유치원 아이 역
- 최정훈 : 유치원 아이 역
- 우인서 : 유치원 아이 역
- 김영현 : 유치원 아이 역
- 이순재 : 박중식 역 (특별출연)